# Paróquia Divino Espírito Santo de Uberlândia
A Paróquia Divino Espírito Santo é uma circunscrição eclesiástica católica, pertencente à Diocese de Uberlândia. Foi fundada em 6 de outubro de 1985 por Dom Frei Estevão Cardoso de Avellar. Está localizada no Jaraguá, zona oeste. O projeto da sede da paróquia, chamada de Igreja do Espírito Santo do Cerrado é de autoria da arquiteta ítalo-brasileira Lina Bo Bardi.
- Pároco: Padre Clayton de Sousa Fernandes